# 有機鹼
有機鹼（organic base）是指鹼性的有機化合物。有機鹼常常是質子（氫離子）的受體，但也有例外。有機鹼中多半會有氮原子，很容易被質子化。例如含氮的雜環化合物在氮原子上有孤對電子，可以作為質子受體，許多的胺類也是有機鹼。以下是一些例子：
- 吡啶
- 甲胺
- 咪唑
- 苯并咪唑
- 組氨酸
- 某些有機陽離子的氫氧化物

## 影響鹼性的因素
大部份的有機鹼是弱碱，其強度會受到許多因素的影響，其中一個因素是诱导效应，若要簡單解釋，可以說潛在質子受體附近的電正性原子（例如碳鏈）會有「電子釋放」效應，讓質子受體需要的正電荷可以分散在鄰近的原子上。反過來說，有些原子也會造成鹼性緩解：例如電負性原子或是基團（例如氟或硝基）有「電子收回」效應，會減少其鹼性。像三甲胺因為甲基的诱导效应，讓氮原子更容易接收質子，因此其鹼性就比氨要強。胍的質子化型式（盐酸胍）有三個共振結構，穩定性增強，也讓胍變成比較強的鹼。
磷氮烯中含有磷，比單純的胺或氮基雜環的鹼性要強。質子化出現在氮原子，而不是和氮形成隻雙鍵的磷原子。

## 提供氫氧根的有機鹼
有些有機鹼比較容易提供氫氧根，而不是和氫離子結合，這類的有機鹼有四甲基氢氧化铵、四丁基氢氧化铵或氢氧化膽鹼等。不過這類的化合物不一定穩定，像氢氧化膽鹼是亞穩定的化合物，會慢慢分解釋放三甲胺。